# Parafia św. Jana Ewangelisty w Zabielu
Parafia pw. św. Jana Ewangelisty w Zabielu – rzymskokatolicka parafia należąca do dekanatu Kolno, diecezji łomżyńskiej, mtropolii białostockiej.

## Historia
Budowę kościoła rozpoczęto w czerwcu 1990 roku staraniem ks. dra Jana Harasima, proboszcza i dziekana parafii Kolno oraz mieszkańców Zabiela.
Dnia 5 września 1990 roku ks. bp Juliusz Paetz wmurował kamień węgielny, który został poświęcony przez Ojca Świętego Jana Pawła II w dniu 8 czerwca 1987 roku podczas Trzeciej Pielgrzymki do Ojczyzny.
Już gdy mury wyrosły ponad ziemię w powstającej świątyni wierni gromadzili się na Mszę św., zawierano związki małżeńskie, chrzczono dzieci. Świątynia wzrastała materialnie i wraz z jej budową coraz więcej ludzi gromadziło się na modlitwę.
Parafia Zabiele została erygowana 26 lipca 1998 roku. Powstała ona z terenu parafii Kolno. Należą do parafii następujące wioski: Kolimagi, Ptaki, Pupki, Samule, Zabiele, Zakaleń.
Proboszczem został mianowany ks. Stanisław Śliwowski.
Od 10 do 14 listopada 1999 roku odbyły się pierwsze w historii parafii Misje Święte, które przeprowadził O. Fryderyk Grzesiek OFM. Na zakończenie Misji św. został ustawiony przed kościołem Krzyż Misyjny.
16 czerwca 2002 roku ks. bp Stanisław Stefanek dokonał kanonicznej wizytacji parafii. Podczas wizytacji ks. biskup poświęcił nowo utworzony cmentarz parafialny oraz plebanię.
13 czerwca 2010 roku bp Stanisław Stefanek konsekrował świątynię, współkonsekratorem był bp Tadeusz Bronakowski.
Dnia 13 lipca 2019 roku nastąpiła pierwsza w historii parafii zmiana na stanowisku proboszcza. Ks. kan. mgr lic. Stanisław Śliwowski po blisko 21 latach posługi duszpasterskiej w parafii Zabiele został mianowany proboszczem parafii św. Anny w Dąbrówce Kościelnej. Nowym proboszczem parafii Zabiele został mianowany ks. Dariusz Narewski – dotychczasowy proboszcz parafii św. Jadwigi Śląskiej w Nowych Kupiskach.

## Kościół parafialny
Kościół murowany pw. św. Jana Ewangelisty został wybudowany w latach 1990–1998 staraniem ks. dra Jana Harasima, proboszcza i dziekana parafii Kolno oraz mieszkańców Zabiela.

## Proboszczowie
- ks. kan. mgr Stanisław Śliwowski (1998 – 13 lipca 2019)
- ks. Dariusz Narewski (od 13 lipca 2019)

## Powołania kapłańskie z terenu parafii
Z parafii pw. św. Jana Ewangelisty w Zabielu pochodzą księża:
- + ks. Władysław Rudnicki (1956)
- ks. Władysław Podeszwik (1956)
- ks. Antoni Bednarski (1965)
- o. Franciszek Nowakowski OFM Conv. (1981)
- ks. Bogdan Najda (1985)[4]